# Prix Arthur-Ellis
Le prix Arthur-Ellis est un prix littéraire canadien. Il est remis annuellement, dans plusieurs catégories, à des œuvres traitant de crimes et de mystères. Ce prix est renommé Crime Writers of Canada Awards of Excellence depuis 2021.

## Meilleur roman
- 1984 - Eric Wright, The Night the Gods Smiled
- 1985 - Howard Engel, Murder Sees the Light
- 1986 - Eric Wright, Death in the Old Country
- 1987 - Edward O. Phillips, Buried on Sunday
- 1988 - Carol Shields, Swann: A Mystery
- 1989 - Chris Scott, Jack
- 1990 - Laurence Gough, Hot Shots
- 1991 - L.R. Wright, A Chill Rain in January
- 1992 - Peter Robinson, Past Reason Hated
- 1993 - Carsten Stroud, Lizardskin
- 1994 - John Lawrence Reynolds, Gypsy Sins
- 1995 - Gail Bowen, A Colder Kind of Death
- 1996 - L.R. Wright, Mother Love
- 1997 - Peter Robinson, Innocent Graves
- 1998 - William Deverell, Trial of Passion
- 1999 - Nora Kelly, Old Wounds
- 2000 - Rosemary Aubert, The Feast of Stephen
- 2001 - Peter Robinson, Cold is the Grave
- 2002 - Michelle Spring, In the Midnight Hour
- 2003 - Rick Mofina, Blood of Others
- 2004 - Giles Blunt, The Delicate Storm
- 2005 - Barbara Fradkin, Fifth Son
- 2006 - William Deverell, April Fool
- 2007 - Barbara Fradkin, Honour Among Men
- 2008 - Jon Redfern, Trumpets Sound No More
- 2009 - Linwood Barclay, Too Close to Home
- 2010 - Howard Shrier, High Chicago
- 2011 - Louise Penny, Bury Your Dead
- 2012 - Peter Robinson, Before the Poison
- 2013 - Giles Blunt, Until the Night
- 2014 - Seán Haldane, The Devil’s Making
- 2015 - C. C. Humphreys, Plague: Murder has a New Friend
- 2016 - Peter Kirby, Open Season
- 2017 - Donna Morrissey, The Fortunate Brother
- 2018 - Peter Robinson, Sleeping in the Ground
- 2019 - Anne Emery, Though the Heavens Fall
- 2020 - Michael Christie, Greenwood
- 2021 - Will Ferguson, The Finder
- 2022 - Dietrich Kalteis, Under the Outlaw Moon
- 2023 - Anthony Bidulka, Going to Beautiful

## Meilleure nouvelle
- 1988 - Eric Wright, Looking for an Honest Man
- 1989 - Jas. R. Petrin, Killer in the House
- 1990 - Josef Skvorecky, Humbug
- 1991 - Peter Robinson, Innocence
- 1992 - Eric Wright, Two in the Bush
- 1993 - Nancy Kilpatrick, Mantrap
- 1994 - Robert J. Sawyer, Just Like Old Times
- 1995 - Rosemary Aubert, The Midnight Boat Toronto Palermo
- 1996 - Mary Jane Maffini, Cotton Armour
- 1997 - Richard K. Bercuson, Dead Run
- 1998 - Sue Pike, Widow's Weeds
- 1999 - Scott Mackay (en), Last Inning
- 2000 - Matt Hughes, One More Kill
- 2001 - Peter Robinson, Murder in Utopia
- 2002 - Mary Jane Maffini, Sign of the Times
- 2003 - James Powell (en), Bottom Walker
- 2004 - Gregory Ward, Dead Wood
- 2005 - Leslie Watts, Crocodile Tears
- 2006 - Rick Mofina, Lightning Rider
- 2007 - Dennis Richard Murphy, Fuzzy Wuzzy
- 2008 - Leslie Watts, Turners
- 2009 - Pasha Malla (en), Filmsong
- 2010 - Dennis Richard Murphy, Prisoner in Paradise
- 2011 - Mary Jane Maffini, So Much in Common
- 2012 - Catherine Astolfo, What Kelly Did
- 2013 - Yasuko Thanh (en), Switch-blade Knife
- 2014 - Twist Phelan, Footprints in Water
- 2015 - Margaret Atwood, Stone Mattress
- 2016 - Scott Mackay, The Avocado Kid
- 2017 - Susan Daly, A Death at the Parsonage
- 2018 - Catherine Astolfo, The Outlier
- 2019 - Linda L. Richards, Terminal City
- 2020 - Peter Sellers, Closing Doors
- 2021 - Marcelle Dubé, Cold Wave
- 2022 - Elizabeth Elwood, Number 10 Marlborough Place
- 2023 - Craig H. Bowlsby, The Girl Who Was Only Three Quarters Dead

## Meilleur premier roman
- 1987 - Medora Sale, Murder on the Run
- 1988 - Laurence Gough, The Goldfish Bowl
- 1989 - John Brady, A Stone of the Heart
- 1990 - John Lawrence Reynolds, The Man Who Murdered God
- 1991 - Carsten Stroud, Sniper's Moon
- 1992 - Paul Grescoe, Flesh Wound
- 1993 - Sean Stewart, Passion Play
- 1994 - Gavin Scott, Memory Trace
- 1995 - Sparkle Hayter, What's A Girl Gotta Do?
- 1996 - (tie) John Spencer Hill, The Last Castrato et D.H. Toole, Moonlit Days and Nights
- 1997 - C. C. Benison (en), Death At Buckingham Palace
- 1998 - Kathy Reichs, Déjà Dead
- 1999 - Liz Brady, Sudden Blow
- 2000 - Andrew Pyper, Lost Girls
- 2001 - Mark Zuehlke, Hands Like Clouds
- 2002 - Jon Redfern, The Boy Must Die
- 2003 - James W. Nichol, Midnight Cab
- 2004 - Jan Rehner, Just Murder
- 2005 - Jon Evans, Dark Places
- 2006 - Louise Penny, Still Life
- 2007 - Anne Emery, Sign of the Cross
- 2008 - Liam Durcan (en), Garcia's Heart
- 2009 - Howard Shrier, Buffalo Jump
- 2010 - Alan Bradley, Les Étranges Talents de Flavia de Luce (The Sweetness at the Bottom of the Pie)
- 2011 - Avner Mandelman (en), The Debba
- 2012 - Ian Hamilton, The Water Rat of Wanchai
- 2013 - Simone St. James, The Haunting of Maddy Clare
- 2014 - J. Kent Messum, Bait
- 2015 - Steve Burrows, A Siege of Bitterns
- 2016 - Ausma Zehanat Khan, The Unquiet Dead
- 2017 - Elle Wild, Strange Things Done
- 2018 - Dave Butler, Full Curl
- 2019 - A. J. Devlin, Cobra Clutch
- 2020 - Philip Elliott, Nobody Move
- 2021 - Guglielmo D’Izza, The Transaction
- 2022 - Ashley Audrain, The Push
- 2023 - Sam Shelstad, Citizens of Light

## Meilleur fait vécu
- 1985 - Martin Friedland (en), The Trials of Israel Lipsky
- 1986 - Maggie Siggins (en), A Canadian Tragedy
- 1987 - Elliott Leyton (en), Hunting Humans
- 1988 - Gary Ross, Stung: The Incredible Obsession of Brian Moloney
- 1989 - Mick Lowe, Conspiracy of Brothers
- 1990 - Lisa Priest, Conspiracy of Silence
- 1991 - Susan Mayse, Ginger: The Life and Death of Albert Goodwin
- 1992 - William Lowther, Arms and the Man: Dr. Gerald Bull, Iraq and the Supergun
- 1993 - Kirk Makin, Redrum the Innocent
- 1994 - David R. Williams, With Malice Aforethought
- 1995 - Michael Harris (en), The Prodigal Husband
- 1996 - Lois Simmie, The Secret Lives of Sgt. John Wilson
- 1997 - Jean Monet, The Cassock And The Crown
- 1998 - Patricia Pearson (en), When She Was Bad: Violent Women and The Myth of Innocence
- 1999 - Derek Finkle, No Claim to Mercy
- 2000 - Gordon Sinclair, Jr., Cowboys and Indians
- 2001 - A. B. McKillop (en), The Spinster and the Prophet: Florence Deeks, H.G. Wells and the Mystery of the Purloined Past
- 2002 - Stevie Cameron et Harvey Cashore, The Last Amigo
- 2003 - Andrew Mitrovica, Covert Entry
- 2004 - Julian Sher (en) et William Marsden, The Road to Hell
- 2005 - Matthew Hart, The Irish Game
- 2006 - Rebecca Godfrey (en), Under the Bridge: The True Story of the Murder of Reena Virk
- 2007 - Brian O'Dea (en), High: Confessions of a Pot Smuggler
- 2008 - Julian Sher (en), One Child at a Time: The Global Fight to Rescue Children from Online Predators
- 2009 - Michael Calce et Craig Silverman, Mafiaboy: How I Cracked the Internet and Why It’s Still Broken
- 2010 - Terry Gould (en), Murder Without Borders
- 2011 - Stevie Cameron, On the Farm
- 2012 - Joshua Knelman, Hot Art: Chasing Thieves and Detectives Through the Secret World of Stolen Art

## Meilleur roman pour la jeunesse
- 1994 - John Dowd, Abalone Summer
- 1995 - James Heneghan (en), Torn Away
- 1996 - Norah McClintock, Mistaken Identity
- 1997 - Linda Bailey, How Can a Frozen Detective Stay Hot on the Trail?
- 1998 - Norah McClintock, The Body in the Basement
- 1999 - Norah McClintock, Sins of the Father
- 2000 - Linda Bailey, How Can a Brilliant Detective Shine in the Dark?
- 2001 - Tim Wynne-Jones (en), The Boy in the Burning House
- 2002 - Norah McClintock, Scared to Death
- 2003 - Norah McClintock, Break and Enter
- 2004 - Graham McNamee, Acceleration
- 2005 - Carrie Mac (en), The Beckoners
- 2006 - Vicki Grant, Quid Pro Quo
- 2007 - Seán Cullen (en), Hamish X and the Cheese Pirates
- 2008 - Shane Peacock, Eye of the Crow
- 2009 - Sharon E. McKay, War Brothers
- 2010 - Barbara Haworth-Attard, Haunted
- 2011 - Alice Kuipers (en), The Worst Thing She Ever Did
- 2012 - Tim Wynne-Jones (en), Blink and Caution
- 2013 - Shane Peacock, Becoming Holmes
- 2016 - Stephanie Tromly, Trouble is a Friend of Mine
- 2017 - Gordon Korman, Masterminds
- 2018 - Linwood Barclay, Chase — Get Ready to Run
- 2019 - Linwood Barclay, Escape
- 2020 - Tom Ryan, Keep This to Yourself
- 2021 - Frances Greenslade, Red Fox Road
- 2022 - Kevin Sands, The Traitor’s Blade
- 2023 - Jo Treggiari, Heartbreak Homes

## Meilleure œuvre en français
- 2000 - Lionel Noël, Louna
- 2001 - Norbert Spehner, Le Roman policier en Amérique française
- 2002 - Anne-Michèle Lévesque, Fleur invitait au troisième
- 2003 - Jacques Côté, Le Rouge idéal
- 2004 - Jean Lemieux, On finit toujours par payer
- 2005 - Ann Lamontagne, Les Douze Pierres
- 2006 - Gérard Galarneau, Motel Riviera
- 2007 - Non remis
- 2008 - Mario Bolduc, Tsiganes
- 2009 - Jacques Côté, Le Chemin des brumes
- 2010 - Jean Lemieux, Le Mort du chemin des Arsène
- 2011 - Jacques Côté, Dans le quartier des agités
- 2012 - Martin Michaud, La Chorale du diable
- 2013 - Mario Bolduc, La Nuit des Albinos
- 2014 - Maureen Martineau, L'Enfant promis
- 2015 - Andrée A. Michaud, Bondrée
- 2016 - Jean Lemieux, Le Mauvais Côté des choses
- 2017 - Marie-Eve Bourrassa, Red Light : Adieu, Mignonne
- 2018 - Marie Saur, Les Tricoteuses
- 2019 - Hervé Gagnon, Adolphus
- 2022 - Roxanne Bouchard, La Mariée de corail

## Prix Derrick-Murdoch
- 1984 - Derrick Murdoch
- 1985 - Tony Aspler
- 1986 - Margaret Millar
- 1987 - CBC
- 1988 - J.D. Singh et Jim Reicker
- 1990 - Eric Wilson (en)
- 1992 - William Bankier, James Powell (en) et Peter Sellers
- 1995 - Jim et Margaret McBride
- 1998 - Howard Engel et Eric Wright
- 1999 - Ted Wood
- 2000 - Eddie Barber, Rick Blechta, John North et David Skene-Melvin
- 2001 - L.R. Wright
- 2002 - James Dubro (en) et Caro Soles
- 2003 - Margaret Cannon
- 2004 - Cheryl Freedman
- 2005 - Max Haines (en)
- 2006 - Mary Jane Maffini
- 2008 - Edward D. Hoch
- 2009 - Gail Bowen
- 2010 - Peter Robinson
- 2011 - Lou Allin et N.A.T. Grant
- 2012 - Catherine Astolfo et Don Graves
- 2013 - Lyn Hamilton
- 2015 - Sylvia McConnell
- 2017 - Christina Jennings
- 2019 - Vicki Delany
- 2020 - Peter Robinson
- 2021 - Marian Misters[2]
- 2023 - Jack Batten
- 2025 - William H. Deverell

## Sources
- Claude Mesplède (dir.), Dictionnaire des littératures policières, vol. 1 : A - I, Nantes, Joseph K, coll. « Temps noir », 2007, 1054 p. (ISBN 978-2-910-68644-4, OCLC 315873251).